# Decocking
Alavanca decocking é um sistema de segurança existente em pistolas semi-automáticas quando as mesmas encontram-se com o cão acionado, com máxima energia acumulada para disparo da pistola em estado de ação simples. Estando nessa posição de “alerta vermelho” no uso da arma de fogo, o atirador pode desistir de efetuar o disparo e retornar para posição de descanso do cão. Ao utilizar a alavanca de decocking, a pistola fica na posição para disparo em ação dupla.
Antes da existência da alavanca decocking, o atirador deveria segurar o cão da arma com um dedo e com o outro acionava o gatilho como se estivesse disparando a arma. O cão era liberado e atirador iria retornando gradualmente e com muito cuidado o cão para a posição de descanso. Havia o risco de o cão escorregar do dedo do atirador e haver o disparo da pistola, por isso foi criado o decocking.
No decocking o atirador não toca o gatilho, mas somente numa alavanca lateral que também serve para travar o ferrolho da pistola. Ao efetuar o decock, o cão desce de sopetão para a posição de descanso, contudo não alcança a agulha de percussão. A maioria das pistolas modernas da Beretta, Taurus ou Smith & Wesson possuem a alavanca para decock. Nas pistolas Sig Sauer não há uma alavanca, mas um botão de pressão que faz o cão descer para posição de descanso. 
As pistolas de cão embutido não possuem alavanca decocking, visto que geralmente disparam somente ação dupla, ou somente em ação simples; sem a possibilidade de variar entre uma escolha ou outra. Para promover o decock, coloca-se uma cápsula vazia na câmara e faz-se o disparo a seco. O uso da casca vazia no disparo dessas pistolas, e também em carabinas e similares, ocorre para não haver prejuízo do sistema que promove a queima da espoleta.
Uma característica que vem sendo usada nas pistolas com cão embutido, é o trânsito da mesma com o cão embutido acionado. A mesma alavanca que promove o decock, acionada no sentido oposto, tem o cão impedido o acionamento pelo gatilho, pois a alavanca “segura” o cão na sua posição de maior acúmulo de energia. Essa alavanca que seria para decock, não havendo nas pistolas de cão embutido, servem de função oposta ao decock, travando a arma com o acionamento do cão embutido. Mesmo estando a arma em ponto de “alerta vermelho”, não é possível acionamento do gatilho. Contudo, no caso das pistolas com o cão embutido, não há o dispositivo para decock, visto que não há cão. 
Os usuários mais ousados que fazem uso da pistola de cão embutido com o cão embutido acionado, ou seja, com a arma em alerta vermelho, defendem o pensamento que há outra trava de segurança disponível, é a trava interna. Nessa trava, o percussor só deflagra a cápsula se o dedo do atirador estiver totalmente acionado o gatilho. Essa trava interna de segurança tem sido também o motivo de evidenciar testemunho enganoso em processos penais sob a falsa alegativa de que a arma teria disparado acidentalmente. Isso é quase impossível, no uso de pistolas modernas, visto que só há disparo se o dedo do atirador estiver todo pressionado o gatilho.